# 昌平君
昌平君（前271年—前223年），芈姓，熊氏，名啟，出身楚国公族，是楚太子熊完（楚考烈王）與秦國公主（秦昭襄王的庶出女兒）所生，在秦国為官，後秦國滅楚，昌平君出奔還楚，被項燕立為楚王反秦，前223年被秦國大將王翦、蒙武所敗，陣亡。

## 簡介
前272年，楚太子熊完與春申君黃歇為質於秦国。前271年，娶秦昭襄王的庶出女兒，生昌平君。前263年，楚太子熊完拋妻棄子與春申君逃亡歸楚，昌平君為華陽夫人撫養。前249年，昌平君的表哥秦莊襄王，封昌平君為官。
前246年，秦王政立其為御史大夫，與相國呂不韋輔政。前238年，昌平君與吕不韦受命平定嫪毐之乱。
前226年，秦王政武力鎮壓反秦的新鄭韓國遺民，將居住在郢陳的韓王安處死。秦王政將昌平君差至陳郢（淮陽）以安撫楚民。前225年，李信率兵20萬攻楚，昌平君即與楚將項燕聯合反攻郢陳。前224年，王翦領六十萬大軍滅楚，克楚都壽春、圍郢陳、俘虜楚王負芻、克郢陳。前223年，昌平君接受項燕擁戴为楚王。不久，楚軍被王翦、蒙武全殲於蕲縣。昌平君戰死，項燕自殺，楚徹底滅亡。
前209年陳勝、吳廣在蘄縣大澤鄉（今安徽宿州）發動大澤之變，國號「張楚」。前208年，陳勝被秦少府章邯打敗。逃亡時，被部下莊賈刺殺。楚國舊貴族項梁、項羽擁立昌平君的堂叔熊心，又稱楚懷王，楚國復國。

## 事迹年表
秦王政九年（公元前238年）：
《史记·秦始皇本纪》记载，秦王政命令呂不韋、昌平君和昌文君发兵平定嫪毐。
这是昌平君事迹最早的记载。司马贞《史记索隐》据“令相国昌平君、昌文君发卒攻毐”，解释道昌平君是楚国公子，在秦国当官，秦王立他为相。学者胡正明《“丞相启”即昌平君说商榷》则认为，吕不韦担任相国直至秦始皇十年，秦国不可能同时设两个相国，故昌平君率兵平叛时，未为秦相；司马贞的理解是对史记文字的句读有误，应为“相国、昌平君、昌文君”；秦国将相国和丞相明确区分，马非百《秦集史·丞相表》及李开元以为秦国曾同时以吕不韦和昌平君为左右丞相、吕不韦罢相后昌平君独相的推测也无证据，也就不能证明昌平君曾经拜相，也就不能证明“丞相启”就是昌平君或昌平君名启。田余庆《说张楚——关于“亡秦必楚”问题的探讨》亦认同。由于昌平君事迹模糊，《史记及注释综合引得》甚至将平定嫪毐的昌平君和被立为荆王的昌平君分为二人。郭沫若《十批判书·吕不韦与秦王政批判》怀疑“相国昌平君”是“相国吕不韦”的别称或误写，被田余庆否定，因《史记》、秦简多次出现在吕不韦去世多年后仍在活跃的昌平君，不可能都是误写。
秦王政二十一年（公元前226年）：
《史记·秦始皇本纪》记载，前韩国首都新郑反叛秦国，昌平君前往前楚国故都郢陈。
睡虎地秦简《编年纪》记载，韩王安死，昌平君居住在韩王的所在，有死士屬。
综合以上史料和历史背景，韩国于数年前为秦国所灭，而韩王安在前227年（秦王政二十年）被转移到为秦国攻占的楚国故都郢陈，而前226年新郑反秦，为韩国灭亡的余波。秦王派昌平君赴郢陈稳定局势，也是要用其楚国公子的特殊身份來安抚当地楚人。
秦王政二十二年（公元前225年）：
《史记·王翦列传》记载，当年秦国李信等将兵二十万讨伐楚国，朝东南方向深入楚国腹地，攻击平舆和寝，大胜楚军，兵锋指向楚国首都寿春。然而此时位于秦军战线后方的郢陈爆发了反秦叛乱，东进伐楚进展顺利的李信被迫掉头西向镇压叛乱。与李信对峙的楚军緊跟秦军西进，突襲并大破李信军，秦军败走。楚军继续西进，引发秦王的忧虑。
郢陈久为秦国所占，田余庆推测，前225年郢陈叛秦事件，关键在当时居郢陈的秦国大臣昌平君身上。昌平君以其楚国公子身份在秦军后方发动反秦叛乱，使郢陈附近一带原楚地的人民和原韩国的人民响应叛乱；虽然在李信回军后，郢陈一度被秦军夺回，但最终楚军击败了秦军，不仅收复了楚国故都郢陈为中心的失地，楚军更趁势西进深入至原韩国境内。秦王惊恐，因而启用王翦。
秦王政二十三年（公元前224年）：
《史记·秦始皇本纪》记载，王翦以六十万人伐楚国，取得郢陈以南至平舆，俘虏楚王負芻，秦王政親往郢陈坐镇督軍。楚国的将军项燕立昌平君为楚王，于淮南继续反秦。
睡虎地秦简《编年纪》记载，当年秦国征发大军攻楚国。四月，与昌平君一样同为楚国公子而仕于秦的昌文君死。
《史记·六国年表》记载，当年楚将项燕自杀，秦灭楚。这记载与《史记·秦始皇本纪》和《史记·王翦列传》所记载的灭楚年份在秦王政二十四年不同。
秦王政二十四年（公元前223年）：
《史记·秦始皇本纪》记载，秦军最终击败楚军，昌平君戰死，项燕自杀。楚国灭亡。
而《史记·王翦列传》记载，王翦在决战中击败楚军，杀项燕而俘虏楚王負芻。这与《史记·秦始皇本纪》记载的楚王負芻被俘后，项燕再拥立昌平君为楚王，继而项燕兵败自杀的事件顺序不同。

## 昌平君身份之谜
昌平君为芈启的说法取自于上世纪80年代的发现，人们在天津的废金属回收站发现的一件秦国青铜戈，其上刻写“十七年，丞相启、状造，郃阳嘉，丞兼，库(?)，工邪。”，并结合史料中人物时间的分析而得出的结论，其分析是十分严谨的，至少当时是完全说的通的，直至里耶秦简出土后，一条记录的出现彻底推翻了这种说法，秦简中记录“廿五年……二月癸丑，丞相启移南郡假守主”，而昌平君已在秦始皇二十四年兵败身亡。故昌平君并非丞相启。由此而来带来另一个问题，丞相启又是何人？为什么关于他的记录也是少之又少？
年表基本根据田余庆的文章《说张楚-关于“亡秦必楚”问题的探讨》，见田余庆：《秦汉魏晋史探微》，中华书局1993年。此处转引自陈苏镇、张帆编：《中国古代史读本》，北京大学出版社2006年1月第1版，第175页。

## 影視作品
- 《秦始皇》由馬書良飾演。
- 《秦時麗人明月心》由成城飾演。
- 《大秦賦》由欒元暉飾演。
- 《风云战国之枭雄》由黄维德飾演。

## 註腳
1. ↑  本條目主要依据李开元《末代楚王史迹钩沉》及《秦謎》編寫
2. ↑  田凤岭、陈雍《新发现的“十七年丞相启状”戈》，《文物》1986年第3期
3. ↑  《史记·秦始皇本纪》：長信侯毐作乱而觉，矫王御玺及太后玺以发县卒及卫卒、官骑、戎翟君公、舍人，将欲攻蕲年宫为乱。王知之，令相国昌平君、昌文君发卒攻毐。战咸阳，斩首数百，皆拜爵，及宦者皆在战中，亦拜爵一级。毐等败走。
4. ↑  《史记索隐》：昌平君，楚之公子，立以为相，后徙于郢，项燕立为荆王，史失其名。
5. ↑  《史记·秦始皇本纪》：二十一年，王贲攻（蓟）[荆]。乃益发卒诣王翦军，遂破燕太子军，取燕蓟城，得太子丹之首。燕王东收辽东而王之。王翦谢病老归。新郑反。昌平君徙於郢。
6. ↑  《史记·秦始皇本纪》：二十三年，秦王复召王翦，彊起之，使将击荆。取陈以南至平舆，虏荆王。秦王游至郢陈。荆将项燕立昌平君为荆王，反秦於淮南。
7. ↑  《史记·秦始皇本纪》：二十四年，王翦、蒙武攻荆，破荆军，昌平君死，项燕遂自杀。

| 前任： 兄或侄楚王負芻 | 楚國君主 前223年—前223年 | 繼任： 楚國滅亡 （堂叔楚義帝復國） |